# Establecimientos Koller Industrias Santafesinas
Establecimientos Koller Industrias Santafesinas S A. war ein argentinischer Hersteller von Automobilen.

## Unternehmensgeschichte
Alberto José Koller und José Héller hatten bereits 1944 Koller y Héller SRL zur Herstellung von Möbeln gegründet. 1958 gründeten sie Establecimientos Koller Industrias Santafesinas S A., kurz EKIS. Der Sitz befand sich in Carcarañá in der Provinz Santa Fe. Zunächst stellten sie Anhänger her. Die Entwicklung eines Automobils begann. Der erste Prototyp wurde zwischen dem 18. und dem 24. Oktober 1959 in Rosario sowie am 3. Dezember 1959 in Buenos Aires ausgestellt. Für 1960 wurde die Serienproduktion angekündigt. Der Markenname lautete Koller. Geplant war ein Händlernetz mit 200 Vertriebsstellen.
Finanzielle Probleme verhinderten die Serienproduktion. Insgesamt entstanden zwei Komplettfahrzeuge sowie ein drittes Fahrzeug, das nicht fertiggestellt wurde. Ein Mitarbeiter des Unternehmens kaufte das erste Fahrzeug, und Mario Laus das zweite. Eine andere Quelle gibt an, dass die Fahrzeuge in geringer Zahl entstanden.

## Fahrzeuge
Das einzige Modell war eine zweitürige Limousine. Die Basis bildete ein Fahrgestell aus Stahlrohren. Die Karosserie bestand aus Fiberglas und wurde nach einer Lizenz von Scott Bader & Co. aus Wellingborough gefertigt. Eine Quelle sieht eine Ähnlichkeit zum Opel Rekord P1. Auffallend waren die Zweifarbenlackierung, die vorderen Doppelscheinwerfer, die beiden Panoramascheiben und die Weißwandreifen. Das Reserverad war stehend am Heck hinter dem Kofferraum montiert.
Ein Dreizylinder-Zweitaktmotor mit 70 mm Bohrung, 78 mm Kolbenhub und 901 cm³ Hubraum leistete 37 PS. Er stammte vom Wartburg 311 des Automobilwerks Eisenach und trieb die Vorderräder an.
Das Fahrzeug hatte einen Radstand von 209 cm und eine Spurweite von 105 cm (vorne) bzw. 109 cm (hinten). Es war 380 cm lang, 144,5 cm breit und 127 cm hoch. Das Leergewicht war mit 750 kg oder 800 kg angegeben.
Geplant war ein Verkaufspreis von 230.000 Pesos.